# Пограничный спор 1902 года между Аргентиной и Чили

Красным цветом обозначена территория Чили, жёлтым — территория Аргентины, синяя линия — граница, проведённая в результате арбитража. Оранжевым цветом окрашены участки спорной территории, отошедшие Чили, зелёным цветом — участки, отошедшие Аргентине.

Пограничный спор 1902 года между Аргентиной и Чили (исп. Laudo limítrofe entre Argentina y Chile de 1902) — спор о прохождении патагонского участка границы между Аргентиной и Чили, разрешённый в 1902 году благодаря арбитражу Великобритании.

## Предыстория
28 июля 1865 года барк «Velero Mimosa» доставил 153 валлийских колониста в залив Гольфо-Нуэво у южного побережья полуострова Вальдес, где ими был основан Пуэрто-Мадрин. Так началась валлийская колонизация Патагонии.
Договор 1881 года о границе между Чили и Аргентиной нарисовал на карте мира границу между двумя странами, но на самом деле ни в одной из них не представляли с уверенностью, в каких именно местах проходит сухопутная граница в реальности и что там находится.
К середине 1880-х основная часть плодородных земель в нижнем течении реки Чубут была поделена, и поселенцы начали посылать экспедиции в другие части Патагонии, стараясь найти пригодные для обработки земли, а также, возможно, золото. В частности, на деньги валлийских поселенцев была снаряжена экспедиция, вошедшая в историю как «Стрелки Чубута», в состав которой вошли Луис Хорхе Фонтана (губернатор созданной в 1884 году в Аргентине Национальной территории Чубут), Джон Дэниел Эванс и ещё 30 всадников (в основном — поселенцы-валлийцы). С 14 октября 1885 года по 1 февраля 1886 года эта экспедиция обнаружила ряд мест, на которых в последующие годы были основаны поселения. В результате этой экспедиции было получено первое полное описание территории и даны названия географическим объектам. Полковник Фонтана предоставил президенту Хулио Архентино Рока первую официальную карту долины реки Чубут. Кроме того, на дороге от долины реки Чубут к Андам была основана «Колония 16 октября». Так как согласно условиям договора 1881 года эта территория по формальным признакам была чилийской, это породило территориальный спор.
28 мая 1902 года в Сантьяго-де-Чили были подписаны Майские пакты, которыми, помимо всего прочего, на арбитраж британскому королю Эдуарду VII был передан вопрос о прохождении патагонского участка границы между двумя странами.

## Британский арбитраж
Для подготовки к арбитражу в спорный регион была заранее направлена комиссия, в которую вошли Франсиско Морено (представлявший Аргентину), Диего Баррос Арана (представлявший Чили), и сэр Томас Холдич (представлявший Великобританию). 30 апреля 1902 года ими был проведён Плебисцит в Долине 16 октября, на котором валлийские поселенцы высказались за то, чтобы остаться под юрисдикцией Аргентины (лишь 6 человек высказались в пользу Чили).
После получения всей информации, британскими представителями было вынесено решение, окончательный текст которого был подписан 20 ноября 1902 года (в настоящее время он хранится в ООН).

## Итоги и последствия
В решении арбитража постарались частично удовлетворить требования обеих сторон. Так, в регионе Айсен к Чили отошли озёра и долины, находящиеся восточнее Анд, в то время как в других местах была принята точка зрения Аргентины, согласно которой граница должна была проходить не по линии континентального водораздела, а по линии высочайших вершин. За Аргентиной остались три важных горных долины, за Чили — относящийся к бассейну Тихого океана залив Ультима-Эсперанса. В конечном итоге, из 94 тысяч квадратных километров спорной территории 54 тысячи отошло Чили, и 40 тысяч — Аргентине.
Несмотря на арбитраж, в последующем в данном регионе возникло ещё два территориальных спора: Спор об озере Десьерто и Спор о Южном Патагонском ледниковом плато.